# Brachymenium mexicanum
Brachymenium mexicanum là một loài rêu trong họ Bryaceae. Loài này được Mont. mô tả khoa học đầu tiên năm 1838.